# Campeonato Mundial de Atletismo Júnior de 2012 - 10000 m masculino
A prova dos 10000 metros rasos masculino do Campeonato Mundial de Atletismo Júnior de 2012 ocorreu no dia 10 de julho em Barcelona, na Espanha. 

## Recordes
Antes desta competição, os recordes mundiais e do campeonato nesta prova eram os seguintes:
|     | Nome           | Nacionalidade | Tempo    | Local     | Data                 |
| --- | -------------- | ------------- | -------- | --------- | -------------------- |
| WJR | Samuel Wanjiru | Quênia        | 26:41.75 | Bruxelas  | 26 de agosto de 2005 |
| CR  | Josphat Bett   | Quênia        | 27:30.85 | Bydgoszcz | 9 de julho de 2008   |

## Medalhistas
| Ouro                  | Prata                           | Bronze                        |
| Yigrem Demelash (ETH) | Philemon Kipchilis Cheboi (KEN) | Geoffrey Kipkorir Kirui (KEN) |

## Cronograma
Todos os horários são locais (UTC+1).
| Data        | Hora  | Evento |
| ----------- | ----- | ------ |
| 10 de julho | 21:00 | Final  |

## Resultados
A prova final foi realizada no dia 10 de julho ás 21:00. 
| Posição           | Atleta                    | Nacionalidade  | Tempo    | Notas                |
| ----------------- | ------------------------- | -------------- | -------- | -------------------- |
| Medalha de ouro   | Yigrem Demelash           | Etiópia        | 28:16.07 | Recorde pessoal      |
| Medalha de prata  | Philemon Kipchilis Cheboi | Quênia         | 28:23.98 | Recorde pessoal      |
| Medalha de bronze | Geoffrey Kipkorir Kirui   | Quênia         | 28:30.47 |                      |
| 4                 | Kinde Atanaw              | Etiópia        | 28:53.02 |                      |
| 5                 | Moses Martin Kurong       | Uganda         | 29:06.87 |                      |
| 6                 | Kenta Murayama            | Japão          | 29:40.56 |                      |
| 7                 | Ken Yokote                | Japão          | 29:41.81 | Recorde da temporada |
| 8                 | Rahul Kumar Pal           | Índia          | 29:42.15 | Recorde pessoal      |
| 9                 | Zakaria Boudad            | Marrocos       | 30:21.07 |                      |
| 10                | Daniele D'Onofrio         | Itália         | 31:07.70 |                      |
| 11                | Jacob Kildoo              | Estados Unidos | 31:09.94 |                      |
| 12                | Matías Silva              | Chile          | 31:10.40 |                      |
| 13                | Angel Ronco               | Espanha        | 31:18.35 |                      |
| 14                | Claudiu Costin Cimpoeru   | Roménia        | 31:20.74 | Recorde pessoal      |
| 15                | Ryan Pickering            | Estados Unidos | 31:33.69 |                      |
| 16                | Edwin Haroldo Pirir       | Guatemala      | 31:37.53 |                      |
| 17                | Samuel Barata             | Portugal       | 31:42.17 |                      |
| 18                | Jonas Koller              | Alemanha       | 31:42.81 |                      |
| 19                | Myeongjun Son             | Coreia do Sul  | 31:45.17 |                      |
| 20                | Youcef Addouche           | Argélia        | 31:45.29 |                      |
| 21                | Áron Tóth                 | Hungria        | 31:50.25 |                      |
| 22                | Yerson Orellana           | Peru           | 31:51.98 |                      |
| 23                | Binlu Wang                | China          | 31:53.86 |                      |
| 24                | Kevin Dooney              | Irlanda        | 31:56.41 |                      |
| 25                | Ibrahim Ahmed             | Canadá         | 32:06.73 |                      |
| 26                | Lucas Jaramillo           | Chile          | 32:09.18 |                      |
| 27                | Oleksiy Obukhovskyy       | Ucrânia        | 32:27.04 |                      |
| 28                | Demeke Teshale            | Israel         | 33:01.37 |                      |
| 29                | Alexandre Lavigne         | Canadá         | 33:07.04 |                      |
| 30                | Yuriy Datsko              | Ucrânia        | 33:14.32 |                      |
| 31                | Zendio Daza               | Peru           | 33:21.21 |                      |
| 32                | Akoye Derseh              | Israel         | 35:16.30 |                      |
|                   | Mouloud Madoui            | Argélia        | DNF      |                      |
|                   | Artur Bossy               | Espanha        | DNF      |                      |
|                   | Abdelmunaim Yahya Adam    | Sudão          | DNS      |                      |

Legenda
| Recorde mundial       | Recorde mundial (World record)               |                       | Recorde africano                      | Recorde africano (African) |                                           | Q | Classificado por posição (Qualified) |
| Recorde do campeonato | Recorde do campeonato (Championship record)  | Recorde da América    | Recorde da América (Americas)         | q                          | Classificado por melhor tempo (Qualified) |   |                                      |
| Melhor marca do ano   | Melhor marca do ano (World leading)          | Recorde asiático      | Recorde asiático (Asian)              | DNS                        | Não largou (Did not start)                |   |                                      |
| Recorde nacional      | Recorde nacional (National record)           | Recorde europeu       | Recorde europeu (European)            | DNF                        | Não terminou (Did not finish)             |   |                                      |
| Recorde pessoal       | Recorde pessoal do atleta (Personal best)    | Recorde da Oceania    | Recorde da Oceania (Oceania)          | DSQ / DQ                   | Desclassificado (Disqualified)            |   |                                      |
| Recorde da temporada  | Recorde da temporada do atleta (Season best) | Recorde sul-americano | Recorde sul-americano (South America) | NM                         | Sem marca (No mark)                       |   |                                      |